# Pseudosymblepharis syrrhopodontoides
Pseudosymblepharis syrrhopodontoides är en bladmossart som beskrevs av Richard Henry Zander 1993. Pseudosymblepharis syrrhopodontoides ingår i släktet Pseudosymblepharis och familjen Pottiaceae. Inga underarter finns listade i Catalogue of Life.